# AN/VLQ-6主動防禦系統
AN/VLQ-6主動防禦系統，全稱飛彈對抗系統(英語：Missile Countermeasures Device，簡稱MCD)，是美國勞拉光電系統公司(今洛克希德·馬丁子公司光電系統公司)為M1A1艾布蘭主力戰車開發的一款軟殺(Soft Kill)主動防禦系統(APS)，還可安裝在各種履帶式和輪式車輛上，以提高其戰場生存能力，其衍生型包含AN/VLQ-8A與AN/VLQ-12。

## 研發背景
AN/VLQ-6主動防禦系統的研發靈感來自中央情報局軍事間諜阿道夫·托卡契夫於1980年發現蘇聯為T-80主戰坦克與T-90主戰坦克開發的窗簾-1主動防禦系統，兩款主動防禦系統應對外在威脅的防禦方式同為軟殺，發射紅外線頻閃燈屏障來干擾向安裝了此系統的車輛發射的反戰車飛彈的雷射指示儀與雷射測距儀。

## 作戰方式
AN/VLQ-6主動防禦系統作戰方式，主要是在敵方對我方戰車射出反戰車飛彈時，對發射方向打出一片用於反制與干擾的紅外線(IR)屏障，讓敵方反戰車飛彈原本在車長獨立熱像儀(CITV)或尋標器中看到的我方戰車輪廓紅外線影像，瞬間暴增好幾十倍，這時反戰車飛彈的導引器就無法確認戰車的正確位置，屆時就無法成功擊毀目標戰車，通常安裝在車輛的車頂上，直接由戰車上的28V直流電源供電，可採用開環獨立模式，也可與其他車輛警告或自我保護設備整合，顯示器和控制箱通常位於車輛指揮官附近，系統的視野為40°，一般會安裝一個或多個干擾器來覆蓋正面弧上所需的保護區，作為一種選擇，車頂安裝系統可以配備外部裝甲板和可選的萬向節系統，以便根據威脅警告感測器輸入進行轉動；另一種選擇是採用彈出式光學組件，以增強戰車的生存能力。

## 優缺點

### 優點
AN/VLQ-6主動防禦系統與窗簾-1主動防禦系統相比，AN/VLQ-6使用壽命超過400小時，而窗簾-1的使用壽命僅有250小時，若是裝有AN/VLQ-6的全戰車排甚至是全連進攻時使用，敵方戰車將被我方戰車打出的一整片紅外線屏障當場干擾，替我軍爭取到提前射擊兩發砲彈的接戰優先權。

### 缺點
AN/VLQ-6主動防禦系統的防禦效果雖然相當顯著，但也不可避免的有副作用，且非常強烈，例如在增強紅外線訊號的過程中會讓這輛戰車從其他方向看來十分明顯，夜晚中更是嚴重暴露自身的正確位置，敵方戰車與裝甲車的射手雖無法透過熱像儀看清楚此輛戰車並以反戰車飛彈擊中，但在戰車50公尺外的僚車卻會讓自身看起來明顯至極。
此外AN/VLQ-6主動防禦系統也有指向性限制，戰車在指向範圍內固然安全，但於範圍外系統會無法起作用，會危害到自身與隊友，且不保持開機就完全沒用(知名案例：敘利亞內戰期間一輛敘利亞阿拉伯陸軍的T-90主戰坦克被自由敘利亞軍發射一枚BGM-71E拖式2A反戰車飛彈擊傷，俄羅斯軍事顧問調查後發現竟是飛彈射向T-90時窗簾-1主動防禦系統因不明原因未開機造成無法及時實施紅外線干擾；俄羅斯入侵烏克蘭期間多輛俄羅斯陸軍的T-80、T-90主戰坦克就算開啟窗簾-1對飛彈實施紅外線干擾，還是遭到烏克蘭陸軍發射的FGM-148標槍、NLAW、米蘭等反戰車飛彈擊毀)，更無法對抗其他對戰車的威脅，導致美軍現已幾乎完全拔除，改裝車長獨立熱像儀，並提高與強化雷射感測器靈敏度。

## 衍生型

### AN/VLQ-8A
AN/VLQ-8A主動防禦系統，全稱光電對抗系統(英語：Optronic Countermeasure Systems，簡稱OCS)，作戰方式與AN/VLQ-6主動防禦系統同為軟殺和紅外線干擾，主要安裝於M1A2艾布蘭主力戰車與M2布雷德利，也同為用於反制反戰車飛彈。

### AN/VLQ-12
AN/VLQ-12主動防禦系統，全稱遙控簡易爆炸裝置電戰系統(英語：Counter Remote Controlled Improvised Explosive Device (RCIED) Electronic Warfare，簡稱CREW)，作戰方式與AN/VLQ-6主動防禦系統同為軟殺，但改為電子干擾，主要安裝於M1A2 SEPv3艾布蘭主力戰車、M2布雷德利與高機動性多用途輪式車輛(HMMWV)上，用於反制令人猝不及防的簡易爆炸裝置(IED)。

## 進行改良
近幾年評估後美軍決定將改裝新型軟殺模組化主動防禦系統(英語：Modular Active Protection System，簡稱MAPS)與硬殺(Hard Kill)主動防禦系統，M1A2 SEPv3/4艾布蘭主力戰車與M1E3次世代艾布蘭主力戰車安裝戰利品主動防禦系統、M2布雷德利安裝鐵拳主動防禦系統，史崔克裝甲車族則安裝鐵簾主動防禦系統。

## 實戰應用
波斯灣戰爭期間，美國陸軍購買了大約2,600臺新型AN/VLQ-6主動防禦系統，作為沙漠風暴行動(英語：Operation Desert Storm，簡稱ODS)升級計劃的一部份，安裝於聯合防禦的M2布雷德利上。